# Frederik van der Blij

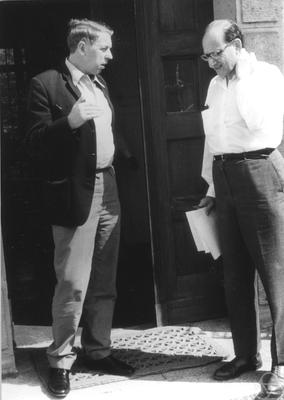
Fred van der Blij (links) met de getaltheoreticus Emil Grosswald (1912–1989), 1968.

Frederik van der Blij (Leiden, 13 mei 1923 – Heino, 27 januari 2018) was een Nederlandse wiskundige. Van der Blij was van 1954 tot aan zijn emeritaat in 1988 hoogleraar wiskunde aan de Rijksuniversiteit Utrecht.

## Loopbaan
Na de Leidse HBS studeerde Van der Blij tot zijn kandidaatsexamen in Leiden en vervolgde zijn studie aan de Rijksuniversiteit Utrecht waar hij onder andere colleges getaltheorie volgde bij Jan Nieland. Hij promoveerde in 1947 aan de Rijksuniversiteit Leiden bij Hendrik Douwe Kloosterman op het proefschrift getiteld Theta functions of degree m. Na zijn afstuderen werd hij leraar wiskunde aan de Rijks-HBS in Warffum en later bij het Stedelijk Gymnasium in Breda. In 1947 werd hij een van de eerste wiskundige onderzoekers van het Mathematisch Centrum in Amsterdam.
In 1953 werd hij medewerker van de Rijksuniversiteit Utrecht, waar hij in 1954 benoemd werd tot gewoon hoogleraar Elementaire analyse. In 1955 werd hij Buitengewoon hoogleraar Zuivere wiskunde, in het bijzonder de analyse en getallentheorie, en in 1986 Hoogleraar buiten bezwaar Zuivere wiskunde, in het bijzonder de analyse en getallentheorie. Van der Blij publiceerde onder meer op het gebied van variëteiten, getaltheorie, kwadratische vormen, geschiedenis van de wiskunde, wiskunde-didactiek en de wisselwerking tussen kunst en wiskunde.

## Nevenactiviteiten
Van der Blij was erelid van het Koninklijk Wiskundig Genootschap en van de Nederlandse Vereniging van Wiskundeleraren. Hij richtte in 1983 met Bruno Ernst (J.A.F. de Rijk) de Stichting Ars et Mathesis op ter bevordering van de belangstelling voor kunst, geïnspireerd door wiskunde. Hij had een actieve belangstelling voor kunst, cultuur en geschiedenis van de wiskunde, getuige zijn vele publicaties op die gebieden.

## Promovendi
Van der Blij had twaalf promovendi, onder wie Jack van Lint die zelf veel promovendi kreeg aan de Technische Universiteit Eindhoven. Alle promoties met Van der Blij als promotor of copromotor waren aan de Universiteit Utrecht, behalve Siebe Kemme aan de Universiteit Groningen in 1990.
| Promovendus                                                                                       | Proefschrift                                                              | Jaar #afstammelingen    |
| ------------------------------------------------------------------------------------------------- | ------------------------------------------------------------------------- | ----------------------- |
| Asch, Abraham Gerrit                                                                              | Modular Forms and Root Systems                                            | 1975                    |
| Bos, Rikkert copromotor: Elizabeth A. M. Seip-Hornix                                              | Quadratic forms, orderings and abstract Witt rings                        | 1984                    |
| Bruggeman, Roelof Wichert                                                                         | A Hecke Ring of Split Reductive Groups Over a Number Field                | 1972 3                  |
| Claasen, Hendrikus Ludwig                                                                         | Studies of the Multiplications in GF(q)[x]/(a(x))                         | 1976                    |
| Dekker, Rijkje                                                                                    | Wiskunde leren in kleine heterogene groepen                               | 1991                    |
| de Kroon, Josephus                                                                                | The Asymptotic Behaviour of Additive Functions in Algebraic Number Theory | 1966                    |
| Hogendijk, Jan copromotor: Gerald J. Toomer                                                       | Ibn al-Haytham's Completion of the Conics                                 | 1983 8                  |
| Kemme, Sieb copromotor: Erik G. F. Thomas                                                         | uitleggen van wiskunde                                                    | 1990 promotie Groningen |
| Mars, Johannes Gerardus Maria promotor: T. A. (Tonny Albert) Springer copromotor: F. van der Blij | Les nombres de Tamagawa de certains groupes exceptionnels                 | 1965 5                  |
| van der Put, Marius copromotor:Antonie Frans Monna                                                | Algèbres de fonctions continues p-adiques                                 | 1967 36                 |
| van Lint, Jacobus Hendricus                                                                       | Hecke Operators and Euler Products                                        | 1957 59                 |
| van Lint, Johan                                                                                   | Exponential Sums in p-adic Fields                                         | 1980                    |

## Van der Blij-effect
Het Van der Blij-effect was de grappige naam voor het effect dat Van der Blij met z'n colleges teweegbracht door aan het einde een overzichtelijke samenvatting te geven. Thuisgekomen merkte de student die meende alles begrepen te hebben echter, dat er nog veel zelf uit te zoeken was. Ook de vlotte en humoristische presentatie van moeilijke wiskunde door van der Blij had dit effect.

## Publicaties
Onder meer
- 1947: Theta functions of degree m (dissertatie), Luctor et Emergo, Leiden 1947, promotor Hendrik Douwe Kloosterman
- 1969: met J. van Tiel, Infinitesimaalrekening, Het Spectrum, 1969
- 1971: Een kwarteeuw wiskunde 1946-1971. Voordrachten in het kader van de vakantiecursus, Amsterdam, Mathematisch Centrum, 1971
- 1985: met A. Treffers, Rekenen-wiskunde, WB7, 1985
- 1987:
  - Schoonheid in de chaos: komputerbeelden op grond van de theorie van komplexe dynamische systemen, Hedendaagse Kunst, Utrecht, 1987 - tentoonstellingsuitgave
  - met Wouter Kotte, Gerard Caris en de vijfhoek: Gerard Caris Und Das Funfeck, Ratingen / Museum voor Hedendaagse Kunst (Utrecht, Netherlands), 1987, Museum Hedendaagse Kunst, ISBN 9071550060 (90-71550-06-0)
  - met G. Alberts en J. Nuis, Zij mogen uiteraard daarbij de zuivere wiskunde niet verwaarlozen, Centrum voor Wiskunde en Informatica, 1987, ISBN 9061963206 (90-6196-320-6)
- 1990: met anderen, Kaleidoscoop van de wiskunde I: van priemgetal tot populatiegenetica, Epsilon uitgaven, Utrecht, 1990.
- 1999: Wiskunde met verve, Wolters-Noordhoff, ISBN 90-01-83300-4
- 2003:
  - Bolleboos: rekenen/wiskunde.Wiskunde van de kalender, Kluwer, Alphen aan den Rijn, 2003
  - Bolleboos: rekenen/wiskunde. Zeg, ken jij die rekenmachines al?, Kluwer, Alphen aan den Rijn, 2003
  - Bolleboos: rekenen/wiskunde. Breuken, Kluwer, Alphen aan den Rijn, 2003
- ?: Mozaïeken'